# 龙凤乡 (株洲县)
龙凤乡，是中华人民共和国湖南省株洲市渌口区下辖的一个乡镇级行政单位。

## 行政区划
龙凤乡下辖以下地区：
龙凤村、长远村、生田村、天台寺村、兴台村、天石村、中田村、茅塘村、四房村、山田村、金福村、李马村和福冲村。